# 栗原瞳
栗原 瞳（くりはら ひとみ、1981年9月2日  -）は、日本の女優。本名同じ。
茨城県出身。以前はマグネットプロダクション、ティアラ・フロンティアに所属していた。既婚。

## 略歴・人物
2002年、『仮面ライダー龍騎』で本格的に女優デビュー。2003年、『仮面ライダー555』ではスマートレディ役でレギュラー出演。
2004年、映画『うめく排水管』で主演・清水令奈を演じる。出演依頼はクランクインの3日前にあり、役柄は同年代であったが、ホラー映画は苦手なため、原作を知る観客は違和感を持ったのではないかと述べている。
2010年12月に入籍。特技は、水泳、エレクトーン。

## 出演

### テレビドラマ
- OLヴィジュアル系スペシャル（2001年、テレビ朝日）
- 仮面ライダーシリーズ（テレビ朝日）
  - 仮面ライダー龍騎（2002年 - 2003年） - 島田菜々子
    - 仮面ライダー龍騎スペシャル 13RIDERS（2002年） - 島田菜々子

  - 仮面ライダー555（2003年 - 2004年、テレビ朝日） - スマートレディ
  - 仮面ライダー電王 第7話「ジェラシー・ボンバー」、第8話「哀メロディ・愛メモリー」（2007年、テレビ朝日） -  斉藤優美
- 夏樹静子サスペンス 日向夢子調停委員事件簿 殺意（2003年、TBS） - アイコ
- ハコイリムスメ! 第2話（2003年、フジテレビ）
- ピュアな恋を見つける12の方法 〜無添加レンアイ日記〜（2005年、BS-i） - 山咲泉 役
- 水曜ミステリー9 多摩南署たたき上げ刑事・近松丙吉5 四人の目撃者（2005年、テレビ東京） - 中沢美奈子
- 土曜ミッドナイトドラマ もういちど地下鉄（メトロ）に乗って 第2話「マザーズ・タッチ」（2006年、テレビ朝日）
- 篤姫（2008年、NHK） - スマ
- ミッドナイト・ホラーシアター(2010年、フジテレビ）第7話「皆殺しの天使」 - ブリトニー
- 相棒 Season 10 第14話「悪友」（2012年、テレビ朝日） - 高村清美
- ハンチョウ〜警視庁安積班〜 シリーズ6 第4話（2013年、TBS） - 長谷川愛
- 福家警部補の挨拶 最終話（2014年、フジテレビ） - 後藤あかり
- TRICK 新作スペシャル3（2014年1月12日、テレビ朝日） - 赤沼菊恵 役

### テレビアニメ
- くるくるアミー（2001年、テレビ東京）

### その他のテレビ番組
- アイドル刑事（1999年、TBS）
- 王様のデザート（TBS）

### 映画
- JUSTICE 〜敗戦國日本ノ正義〜（2002年、アミューズピクチャーズ） - 早苗
- プリンセスイヤー（2002年、ENBU）
- ユメミガチナヒ（2002年） - マヤ
- 劇場版 仮面ライダー龍騎 EPISODE FINAL（2002年、東映） - 島田菜々子
- 劇場版 仮面ライダー555 パラダイス・ロスト（2003年、東映） - スマートレディ
- プロムナイト（2003年）
- うめく排水管（2004年、アルゴピクチャーズ） - 主演・清水令奈
- 月とチェリー（2004年、シネ・ラ・セット） - 伯美奈子
- ボン・ボヤージュ!（2004年） - 橘加代
- おおうそ月のかかし（2004年） - アカネ
- 楳図かずお恐怖劇場『プレゼント』（2005年、松竹） - 山田エリ
- スペクター（2005年、コナミ） - 牧野助手
- 渋谷怪談 THE リアル都市伝説 第5話「お人形」（2006年、ジェネオンエンタテインメント） - 主演・吉田可奈
- 東京タワー 〜オカンとボクと、時々、オトン〜（2007年、松竹） - 風俗嬢B
- koganeyuki（2009年） - 店長
- 武士道シックスティーン（2010年）
- つづく（2011年、トーイン） - 北村裕香
- 夢売るふたり（2012）ー貫也が騙した女の1人
- 不安の種（2013年） - 龍太の母

### オリジナルビデオ
- 姫 HIME ② 妄想の女 第3話「ふくらむ女」（2003年、ジャパンホームビデオ） - 主演・金本翔子
- こっくりさん 日本版（2005年、フォーサイド・ドット） - 新庄祐美
- 戦慄怪奇ファイル コワすぎ!FILE-04【真相!トイレの花子さん】（2013年） - 真壁栞
- 戦慄怪奇ファイル コワすぎ!劇場版・序章【真説・四谷怪談 お岩の呪い】（2014年） - 真壁栞

### CM
- NHK 受信料キャンペーン（2002年）
- ファイザー製薬 リステリン（2002年）
- 大塚製薬 SOYJOY（2007年）

### Webドラマ
- 稲川淳二の戦慄のホラー 第4話「ファインダーの記憶」（2003年） - 主演・小倉マヤ
- MILD BUNCH 〜UKON篇〜（2003年）
- 渋谷怪談 サッちゃんの都市伝説 「第四伝説 チェーンメール」「第五伝説 三本足」（2004年） - 霧子

### 舞台
- LIVE ON 新撰組（2003年） - 由岐
- ONE DOZEN WIN（2004年）

### CD
- 仮面ライダー555 フォトブック CD 8 スマートレディ

### PV
- スキマスイッチ『マリンスノウ』（2007年）

### 広告モデル
- 日本郵政公社 簡易保険（2004年）